# Красноторка
Красното́рка — селище Краматорської міської громади Краматорського району Донецької області України. Розташоване на річці Казенний Торець за 96 км від Донецька. Відстань до райцентру становить близько 13 км і проходить переважно автошляхом Н20.

## Назва
Назва селища походить від річки Казений Торець та покладів червоної глини. У «Супутнику Курсько-Харківсько-Севастопольською залізницею» 1902 року вказується, що Красноторка названа безпосередньо по річці Красний Торець. Деякі джерела вказують, що Казений Торець називався Красним.

## Історія
Була заснована як слобода Краснотор'я секунд-майором Степаном Сергійовичем Тарановим. Адміністративно станиця входила до складу Ізюмського повіту Слобідсько-Української губернії.
У 1927 був відкритий зупинний пункт Пчолкіно.
4 жовтня 1933 — у зв'язку зі втратою сільськогосподарського статусу та перетворенням на передмістя Краматорського постановою Всеукраїнського центрального виконкому село перетворено на селище.
Статус селища міського типу був наданий 15 листопада 1938 року.
До 1975 року селищній раді підпорядковувалося село Старорайське (нині в Дружківській міській громаді).

## Населення

### Мова
Розподіл населення за рідною мовою за даними перепису 2001 року:
| Мова            | Кількість | Відсоток |
| --------------- | --------- | -------- |
| українська      | 1747      | 54.70%   |
| російська       | 1429      | 44.86%   |
| білоруська      | 7         | 0.22%    |
| вірменська      | 7         | 0.22%    |
| інші/не вказали | 4         | 0.13%    |
| Усього          | 3194      | 100%     |

За даними перепису 2001 року населення селища становило 3194 особи, із них 54,70 % зазначили рідною мову українську, 44,74 % — російську, 0,22 % — білоруську та вірменську мови.
В таблиці представлена зміна чисельності населення за роками:
| 1851 | 1864 | 1897 | 1939 | 1959 | 1966 | 1970 | 1976 | 1979 | 1989 | 1992 | 1999 | 2001 | 2014 |
| ---- | ---- | ---- | ---- | ---- | ---- | ---- | ---- | ---- | ---- | ---- | ---- | ---- | ---- |
| 53   | 222  | 558  | 5514 | 7375 | 9100 | 3505 | 3600 | 3259 | 2825 | 2700 | 2300 | 3179 | 2975 |